# Anka Feldhusen
Anka Feldhusen, née en 1966 à Elmshorn, est une diplomate allemande. Depuis juillet 2019, elle est ambassadrice de la République fédérale d'Allemagne à Kiev, en Ukraine.

## Biographie

### Éducation
Anka Feldhusen obtient son Abitur (le baccalauréat allemand) en 1985 à la Kieler Gelehrtenschule. Elle étudie ensuite les sciences politiques, les études slaves et les études anglaises à l'université Christian-Albrecht de Kiel de 1985 à1987 et enfin à Sciences Po Paris, de 1987 à 1990, où elle en sort diplômée.
Après avoir réussi le concours de sélection du ministère fédéral des Affaires étrangères, elle participe à la formation d'attaché pour le service extérieur supérieur au centre de formation du même ministère, à Ippendorf, un quartier de Bonn (1993-1994).
De 1994 à 1997, elle est attachée de presse et de protocole à l'ambassade allemande de Kiev, la capitale de l'Ukraine. Elle obtient une maîtrise en relations internationales à la Fletcher School of Law and Diplomacy à Medford aux États-Unis (1997-1998).

### Kosovo, Cuba, Ukraine
De 1998 à 2001, elle est responsable du protocole au ministère fédéral des Affaires étrangères à Bonn et à Berlin. Pendant ce temps, elle dirige le bureau du ministère des Affaires étrangères à Prizren, au Kosovo, pendant deux mois en 2000. Elle travaille ensuite comme consultante au sein de l'équipe de coordination de l'Union européenne au ministère des Affaires étrangères à Berlin (2001-2002). Elle est ensuite nommée adjointe permanente auprès de l'ambassadeur allemand à La Havane à Cuba de 2002 à 2005, avant de devenir responsable de la formation avancée au ministère des Affaires étrangères, au bureau à Berlin (2005–2009). Après un cours de langue de neuf mois, elle devient chef adjointe permanente de l'ambassade à Kiev de 2010 à 2015, puis chef du département Afrique de l'Est au ministère des Affaires étrangères à Berlin entre 2015 et 2016 et chef du département pour les questions fondamentales de politique étrangère au Cabinet du Président fédéral à Berlin de 2016 à 2019. 

### Ambassadrice en Ukraine
En juillet 2019, elle est ambassadrice de la République fédérale d'Allemagne à Kiev en Ukraine.
Après des déclarations critiques de l'inspecteur de la Marine, le vice-amiral Kay-Achim Schönbach , elle est convoquée par le ministère ukrainien des Affaires étrangères pour un entretien en janvier 2022.